# Rossum (Gheldria)
Rossum è una località e un'ex-municipalità dei Paesi Bassi situata nella provincia della Gheldria. Soppressa il 1º gennaio 1999, il suo territorio, è stato incorporato in quello della municipalità di Maasdriel.